# VSK MZLU Brno
VSK MZLU v Brně je sportovní klub Mendelovy univerzity v Brně (MENDELU). Klub je registrován jako občanské sdružení a sdružuje převážně studenty, absolventy a pedagogy dřívější MZLU a nynější MENDELU. Klub sdružuje své členy v jednotlivých sportovních oddílech a odborech.

## Historické názvy
- VŠTJ VŠZ Brno
- VSK MZLU Brno

## Oddíly
- basketbal
- florbal
- kulturistika
- lyžování
- orientační běh  Archivováno 11. 4. 2009 na Wayback Machine.
- stolní tenis
- tenis
- volejbal
- windsurfing

### Bývalé oddíly
- baseball

## Odbory
- sport pro všechny (kondiční cvičení, indoor - cycling)